# Pro Evolution Soccer 5
Pro Evolution Soccer 5 — Футбольний симулятор вироблений компанією Konami, частина серії Pro Evolution Soccer. На PlayStation 2 та Xbox випущена 21 жовтня 2005 року, а комп'ютерна версія через тиждень — 28 жовтня.
На обкладинці обличчям один до одного зображені Джон Террі та Тьєррі Анрі.
- Вперше з'явилися ліцензовані команди «Арсенал» та «Челсі», а також Рейнджерс.
- Повністю ліцензовані лігу Іспанії, чемпіонат Нідерландів, та серію А Італії.
- Зі збірних ліцензування лише Японія та Південна Корея.

Як та в попередніх версіях, гра в режимі редагування дозволяє гравцеві змінити деякі елементи.

## Команди в грі

### Клуби

#### Ліцензовані ліги
- Serie A зі складами команд Serie A 2005-06
- Eredivisie зі складами команд Eredivisie 2005-06
- BBVA Liga зі складами команд BBVA Liga 2005-06

| - Інтернаціонале - Рома - Milan - Chievo - Палермо - Ліворно - Парма - Емполі - Фіорентина - Асколі - Удінезе - Сампдорія - Реджина - Кальярі - Сієна - Lazio - Мессіна - Лечче - Тревізо - Ювентус | - ПСВ - АЗ - Фейєноорд - Аякс - Groningen - Utrecht - Геренвен - Рода - Twente - НЕК - Vitesse Arnhem - Валвейк - Гераклес - Sparta Rotterdam - АДО Ден Гаг - NAC Breda - Віллем II - Roosendaal | - FC Barcelona - Реал Мадрид - Валенсія - Осасуна - Sevilla - Celta Vigo - Вільярреал - Депортіво - Хетафе - Атлетіко - Реал Сарагоса - Мальорка - Атлетік - Реал Бетіс - Еспаньйол - Реал Сосьєдад - Real Racing Club de Santander - Deportivo Alavés - Кадіс - Малага |

#### Ліцензовані клуби
- Арсенал
- Челсі
- Селтік
- Рейнджерс
- Porto
- Копенгаген
- Русенборг
- Юргорден
- Галатасарай
- Динамо Київ
- Партизан